# Linden (Windelsbach)
Linden ([ˈlɪndn̩] ) ist ein Gemeindeteil der Gemeinde Windelsbach im Landkreis Ansbach (Mittelfranken, Bayern). Linden liegt in der Gemarkung Nordenberg.

## Geographie
Südlich des Dorfes fließt der Windelsbach, der mit dem Wurmbach zum Ödenbach zusammenfließt, der ein linker Zufluss des Kreuthbachs ist. 0,5 km südlich liegt der Klosterwald, 0,5 km nordwestlich der Vogelbachwald.
Die Kreisstraße AN 8 führt nach Nordenberg (1,5 km nördlich) bzw. nach Windelsbach (2,2 km östlich). Gemeindeverbindungsstraßen führen nach Schweinsdorf (2 km westlich) und an Wachsenberg vorbei zur Staatsstraße 2250 (3,5 km südlich).

## Geschichte
Ursprünglich waren die Herren von Nordenberg in Linden begütert. 1383 verkauften sie ihre Ansprüche an die Reichsstadt Rothenburg.
Im Rahmen des Gemeindeedikts (frühes 19. Jahrhundert) wurde Linden dem Steuerdistrikt Schweinsdorf und der Ruralgemeinde Nordenberg zugeordnet. Im Zuge der Gebietsreform in Bayern wurde Linden am 1. Januar 1972 nach Windelsbach eingemeindet.

### Baudenkmäler
- Haus Nr. 06: zugehörig eingeschossiges Fachwerkwohnstallhaus, frühes 19. Jahrhundert[7]

ehemaliges Baudenkmal
- Haus Nr. 10: einfaches Wohnstallhaus des frühen 19. Jahrhunderts in Fachwerk[8]

### Einwohnerentwicklung
| Jahr      | 001818 | 001840 | 001861 | 001871 | 001885 | 001900 | 001925 | 001950 | 001961 | 001970 | 001987 | 002011 | 002016 |
| Einwohner | 84     | 94     | 92     | 81     | 82     | 78     | 87     | 136    | 117    | 93     | 116    | 181    | 167    |
| Häuser    | 18     | 16     |        |        | 18     | 18     | 19     | 20     | 22     |        | 29     |        |        |
| Quelle    | [ 10 ] | [ 11 ] | [ 12 ] | [ 13 ] | [ 14 ] | [ 15 ] | [ 16 ] | [ 17 ] | [ 18 ] | [ 19 ] | [ 20 ] |        | [ 1 ]  |

## Religion
Der Ort ist seit der Reformation evangelisch-lutherisch geprägt und bis heute nach St. Martin (Windelsbach) gepfarrt. Die Einwohner römisch-katholischer Konfession sind nach St. Johannis (Rothenburg ob der Tauber) gepfarrt.